# محمد سالم ولد البشير
محمد سالم ولد البشير (17 ديسمبر 1962 بولاية الحوض الغربي في موريتانيا) هو سياسي موريتاني شغل منصب رئيس وزراء موريتانيا من 2018 إلى 2019 بعهد الرئيس محمد ولد عبد العزيز، خلفا لـيحي ولد حدمين.